# Лука Радојчић
Лука Радојчић (Липац, 31. октобар 1953 – Озрен, 1. новембар 1992) био је потпуковник Војске Републике Српске. Током Одбрамбено-отаџбинског рата био је командант Тактичке групе Озрен.

## Биографија
Лука Радојчић, син Тодора, рођен је 1953. у Липцу на Озрену. Осмогодишњу школу је завршио у Добоју, а затим ваздухопловну гимназију у Мостару. Војну академију итендантског смјера завршио је у Београду 1976. Службовао је у гарнизонима Сплит - Дивуље, Задар-Земуник и у Сарајеву. Командно-штабну академију завршио је са одличним успјехом. Као један од двојице најбољих у рангу, добио је на поклон златни сат који му је уручио начелниик Генералштаба ЈНА Благоје Аџић. Избијање рата га је затекло на дужности у сарајевској касарни "Маршал Тито". Заједно са војском налазио се у окружењу од 4. априла до половине јуна 1992. Након што је напустио Сарајево долази у Добој гдје је постављен на дужност помоћника за позадину у Оперативној групи. У августу 1992. постављен је за команданта Тактичке групе на Озрену и унапријеђен је у чин потпуковника. Погинуо је 1. новембра 1992. на Озрену. Припадник ВРС Петар Петрушић му је пуцао у леђа, наводно из нехата. Детаљи убиства никад нису разрјешени, а Петрушић је осуђен на 14 година затвора. Радојчић је посмртно одликован Орденом Карађорђеве звијезде првог реда.